# Ejecuciones de prisioneros políticos iraníes de 1988
Las ejecuciones de prisioneros políticos iraníes de 1988 (en persa: ۱۳۶۷ اعدام زندانیان سیاسی در تابستان‎) se refiere a la ejecución sistemática de miles de prisioneros políticos en todo Irán por parte del Gobierno, a partir del 19 de julio de 1988 y con una duración de unos cinco meses. La mayoría de prisioneros ejecutados formaba parte de la Organización de los muyahidines del pueblo iraní (PMOI), aunque miles de partidarios de otros grupos de izquierda, incluyendo los Fedayines y el Partido comunista Tudeh, también fueron ejecutados.
Las matanzas han sido calificadas como «un acto de violencia sin precedentes en la historia iraní: sin precedentes en forma, contenido e intensidad». La cantidad exacta de prisioneros ejecutadas sigue sin ser conocida. Amnistía Internacional registró los nombres de más de 4.482 prisioneros políticos presuntamente ejecutados durante este período; sin embargo, grupos de oposición iraníes sugieren que la cantidad de prisioneros ejecutados fue mucho mayor, llegando a sumar unos 30.000.
El Gobierno de Irán tuvo mucho cuidado en mantener la matanza en secreto y oficialmente niega que haya tenido lugar, aunque debido a la gran escala de la operación algunos detalles fueron conocidos gracias a los sobrevivientes. Las explicaciones ofrecidas sobre por qué los prisioneros fueron ejecutados varía. Quizás la más común es que fue en represalia por la Operación Mersad, un ataque de las fronteras occidentales de Irán llevado a cabo por el PMOI, aunque esta sucedió meses después de que hubieran comenzado las ejecuciones y no explica las ejecuciones de los miembros de otros grupos de izquierda que se opusieron a la invasión muyahidín.

## Las ejecuciones

### Orden de Jomeini
Poco después de que comenzaron las ejecuciones, el líder iraní Ruhollah Jomeini emitió «una orden secreta, pero extraordinaria; algunos sospechan una fatwa formal». Esta orden establecía «Comisiones Especiales con instrucciones para ejecutar a miembros de la Organización de los muyahidines del pueblo iraní como moharebs (aquellos que están en guerra contra Dios) e izquierdistas como mortads (apóstatas del Islam)»
En parte la carta decía:
«از آنجا که منافقین خائن به هیچ وجه به اسلام معتقد نبوده و هر چه میگویند از روی حیله و نفاق آنهاست و به اقرار سران آنها از اسلام ارتداد پیدا کردهاند، با توجه به محارب بودن آنها و جنگ کلاسیک آنها در شمال و غرب و جنوب کشور با همکاریهای حزب بعث عراق و نیز جاسوسی آنها برای صدام علیه ملت مسلمان ما و با توجه به ارتباط آنان با استکبار جهانی و ضربات ناجوانمردانهٔ آنان از ابتدای تشکیل نظام جمهوری اسلامی تا کنون، کسانی که در زندانهای سراسر کشور بر سر موضع نفاق خود پافشاری کرده و میکنند، محارب و محکوم به اعدام میباشند.» (رضایی و سلیمی نمین، پاسداشت حقیقت:147)

Traducción:
"Dado que:
1. los miembros del PMOI no creen en el Islam, mientras pretenden lo contrario.
2. Debido a su guerra militar sistemática en las fronteras iraníes del norte, oeste y sur...
3. Debido a su cooperación con Saddam Hussein en guerra contra Irán...
4. Debido a que espían contra Irán...
5. Debido a sus conexiones con las potencias occidentales [actuar contra la independencia de Irán]...

todos los miembros del PMOI encarcelados que continúan apoyando al PMOI y sus posiciones son considerados enemigos militares y deben ser ejecutados."

### Administración de las ejecuciones
En Teherán, la comisión especial para las ejecuciones tenía 16 miembros que representaban a las varias autoridades del gobierno islámico: el propio Imán Komeini, el presidente, el fiscal general, los Tribunales Revolucionarios, los Ministerios de Justicia y de Inteligencia y la administración de la Evin y de Gohar Dasht, las dos prisiones en el área de Teherán desde donde los prisioneros eran eliminados. El presidente de la comisión era el ayatolá Morteza Eshraqui. Sus dos asistentes especiales eran Hojatt al-Islam Nayeri y Hojjat al-Islam Mobasheri. La comisión iba y venía entre ambas prisiones por helicóptero. En las provincias, se crearon comisiones similares, pero se conoce menos sobre ellas.
Otra descripción de la administración de las ejecuciones la ha implementado una comisión de cuatro hombres, más tarde conocida como el "comité de muerte".  Los miembros eran Hossein-Ali Nayyeri (que entonces era juez), Morteza Eshraqui (entonces fiscal de Teherán), Ebrahim Raisi (entonces fiscal general adjunto) y Mostafá Purmohammadí (entonces representante del Ministerio de Inteligencia en la prisión de Evin).
Los prisioneros no fueron ejecutados sin un proceso, pero fueron juzgados por cargos totalmente distintos a las acusaciones que los habían llevado a prisión. Fueron entrevistados por las comisiones, con una lista predeterminada de preguntas para ver si calificaban como moharebs o como mortads.

### Aislamiento de prisioneros
Según algunos análisis de la masacre, las etapas de planeamiento de la masacre comenzaron meses antes de que iniciaran las ejecuciones en sí. Según un informe, «los oficiales de las prisiones realizaron pasos inusuales a fines de 1987 e inicios de 1988 para volver a interrogar y separar a todos los prisioneros políticos, de acuerdo a su filiación partidaria y la duración de su sentencia» El proceso de ejecución en sí comenzó las primeras horas del 19 de julio de 1988 con el aislamiento del mundo exterior de los prisioneros políticos. Las puertas de las prisioneros fueron cerradas; las visitas y llamadas telefónicas fueron canceladas; las cartas, paquetes e incluso medicinas vitales del exterior fueron devueltas; las principales cortes salieron de vacaciones no programadas. Incluso se prohibió a los familiares de los prisioneros congregarse en la parte exterior de las prisiones.
Al interior de las prisiones, se aislaron bloques de celdas entre sí y se retiraron radios y televisores. Los lugares donde los prisioneros se reunían, como las salas de lectura, talleres, enfermerías, fueron cerrados y los prisioneros fueron confinados a sus celdas. Se ordenó a los guardias y trabajadores de las prisiones no hablar con los prisioneros. Un prisioneros construyó una radio casera para escuchar las noticias del exterior, pero encontró con las emisores no decían nada sobre el encierro.

### Estimados de fatalidades
Un exprisionero anónimo coloca la tasa de ejecuciones en 'miles'. Otro testigo la sitúa entre 5.000 y 6.000: 1.000 de la izquierda y el resto de muyahidines. Otros estiman los ejecutados en 'miles', con tantos como 1.500 solo en la prisión de Gohar Dasht. Un estudio reciente que empleó información recogida de las provincias sitúa la cifra de ejecutados en 12.000. Amnistía Internacional estima que la cantidad total a nivel nacional suma más de 2.500 y describe que la vasta mayoría de las víctimas fueron ejecutados como 'prisioneros de consciencia', dado que no habían sido acusados por actos o planes de actos contra el Estado.
Se estima que la mayor parte de ejecutados eran estudiantes de secundaria o de universidad o recién graduados y más del 10% eran mujeres.

## Respuesta

### Montazeri
Una de las consecuencias de las matanzas fue la renuncia del Gran ayatolá Husein Alí Montazerí como el heredero designado del ayatolá Komeine para el cargo de Líder Supremo de Irán. Antes de las ejecuciones, Montazerí «había tratado el tema con el clérigo en una variedad de casos, como el juicio de Mehdi Hashemi.» Cuando se enteró de la masacre, Montazerí apresuró la redacción de tres cartas públicas: dos a Komeini y una para la Comisión Especial; en ellas, denunció las ejecuciones. Asimismo, acusó a la Comisión Especial por «violar el Islam al ejecutar a arrepentidos y menores de edad que en una corte regular habrían recibido una simple reprimenda».
A Montazerí se le pidió la renuncia, mientras que Komeini sostuvo dijo que siempre había tenido dudas de la competencia de Montazerí y que «empresé reservas cuando la Asamblea de los Expertos lo nombró», pero la Asamblea de Expertos insistió en nombrar como futuro Líder Supremo a Montazerí.
El régimen publicó cartas entre los dos ayatolás, pero «el extracto [publicado] trataba solamente del caso Hashemi y evito escrupulosamente las ejecuciones en masa; por tanto, mantuvo la línea oficial de que estas ejecuciones nunca tuvieron lugar.»

### Otras críticas
Una crítica contra los asesinatos en masa se centró en que casi todos los prisioneros ejecutados habían sido arrestados por delitos relativamente menores, dado que quienes habían sido acusados de cargos más graves ya habían sido ejecutados. Las ejecuciones de 1988 parecían las desapariciones de prisioneros de las dictaduras de América Latina en la segunda mitad del siglo XX.
Según Kaveh Shahrooz, en un artículo publicado en Gozaar (revista patrocinada por Freedom House), «es incomprensible que dos de las organizaciones más poderosas del mundo en materia de derechos humanos, Amnistía Internacional y Human Rights Watch, simplemente nunca escribieron informes completos sobre un crimen tan extendido como la campaña de exterminio de 1988.»
Mientras el informe de Amnistía Internacional «Iran: Violations of Human Rights, 1987-1990», publicado en 1990, dedica algunas páginas a la masacre, la organización de derechos humanos nunca escribió un informe completo de los asesinatos. El informe de AI señala:

Las ejecuciones políticas tuvieron lugar en muchas prisiones en todas las regiones de Irán, a menudo, lejos de donde tenían lugar las incursiones armadas. La mayoría de las ejecuciones fue de prisioneros políticos, incluyendo una cantidad indeterminada de prisioneros de conciencia, que ya había cumplido varios años en prisión. Podrían no haber desempeñado parte alguna en las incursiones armadas y no estaban en posición de participar en actividades de espionaje o terrorismo. Muchos de los muertos habían sido juzgados y sentenciados a penas de prisión a inicios de los años 1980; muchos, por delitos no violentos, como distribuir periódicos y folletos, participar en manifestaciones o recolectar fondos para las familias de los prisioneros. Muchos de los muertos habían sido estudiantes menores de edad o veinteañeros al momento de su detención. La mayoría de los muertos eran partidarios del PMOI, pero cientos de miembros y simpatizantes de otros grupos políticos, incluyendo varias facciones del PFOI, el Partido Tudeh, el KDPI, Rah-e Kargar entre otros, también se encontraban entre las víctimas de las ejecuciones.

De forma similar, Human Rights Watch dedicó apenas un puñado de páginas a la masacre en un informe de antecedentes sobre los miembros del gabinete del presidente Ahmadinejad. Human Rights Watch (HRW) describió las ejecuciones como «matanzas extrajudiciales... deliberadas y sistemáticas» y las condenó como crímenes contra la humanidad. HRW también acusó a Mostafá Purmohammadí, viceministro de Inteligencia en 1988, de responsabilidad directa en las matanzas.
El juez de la ONU y destacado abogado pro-derechos humanos, Geoffrey Robertson, instó al Consejo de Seguridad de las Naciones Unidas a establecer una corte especial, de la misma forma que los Tribunales Internacionales de Yugoslavia y Ruanda, para juzgar a las personas involucradas «en uno de las peores atrocidades de derechos humanos desde la Segunda Guerra Mundial».

## Motivación
No existe consenso sobre por qué los prisioneros fueron ejecutados. Ali Akbar Mahdi cree que la intensa sobrepoblación de las prisiones iraníes y la ofensiva muyajidín en la Operación Mersad de julio de 1988 «tuvo mucho que ver» con la masacre.
Por su parte, Ervand Abrahamian cree que la «dinámica interna del régimen» fue responsable: la necesidad por «un pegamento» para mantener «juntos a sus dispares seguidores» y un «baño de sangre» para «purgar» a moderados como Montazenir y prevenir cualquier «alianza con Occidente» en el futuro al destruir su legado. En particular, las matanzas destruyeron los nexos, o posibilidad de nexos, entre los populistas en el movimiento de Komeini por una parte y los izquierdistas, islamistas y seculares no-komeinistas, por la otra. Previamente, Komeini había estado preocupado porque «algunos de sus seguidores habían jugado con la peligrosa noción de trabajar con el Partido Tudeh para incorporar cláusulas más radicales en la ley laboral, así como en la ley de reforma agraria».